# Sankt Kjeld
S:t Kjeld var ett danskt helgon, född i början av 1100-talet i byn Venning nära Randers, död 1150 i Viborg, blev 1130 kanik i Viborg, där han verkade som lärare samt flitig avskrivare, och 1145 domprost. 1147 drog han till Lund för att underhandla med ärkebiskop Eskil och konung Sven Grade om fred mellan denne och motkonungen Knut Magnusson. I folkets ögon var han ett helgon, långt innan han kanoniserades av påven (1188), och många legender uppstod om honom. I Viborgs domkyrka hade han eget kapell, där hans ben förvarades i ett gyllene skrin, men detta förstördes vid kyrkans brand 1726.